# Jennifer Nettles

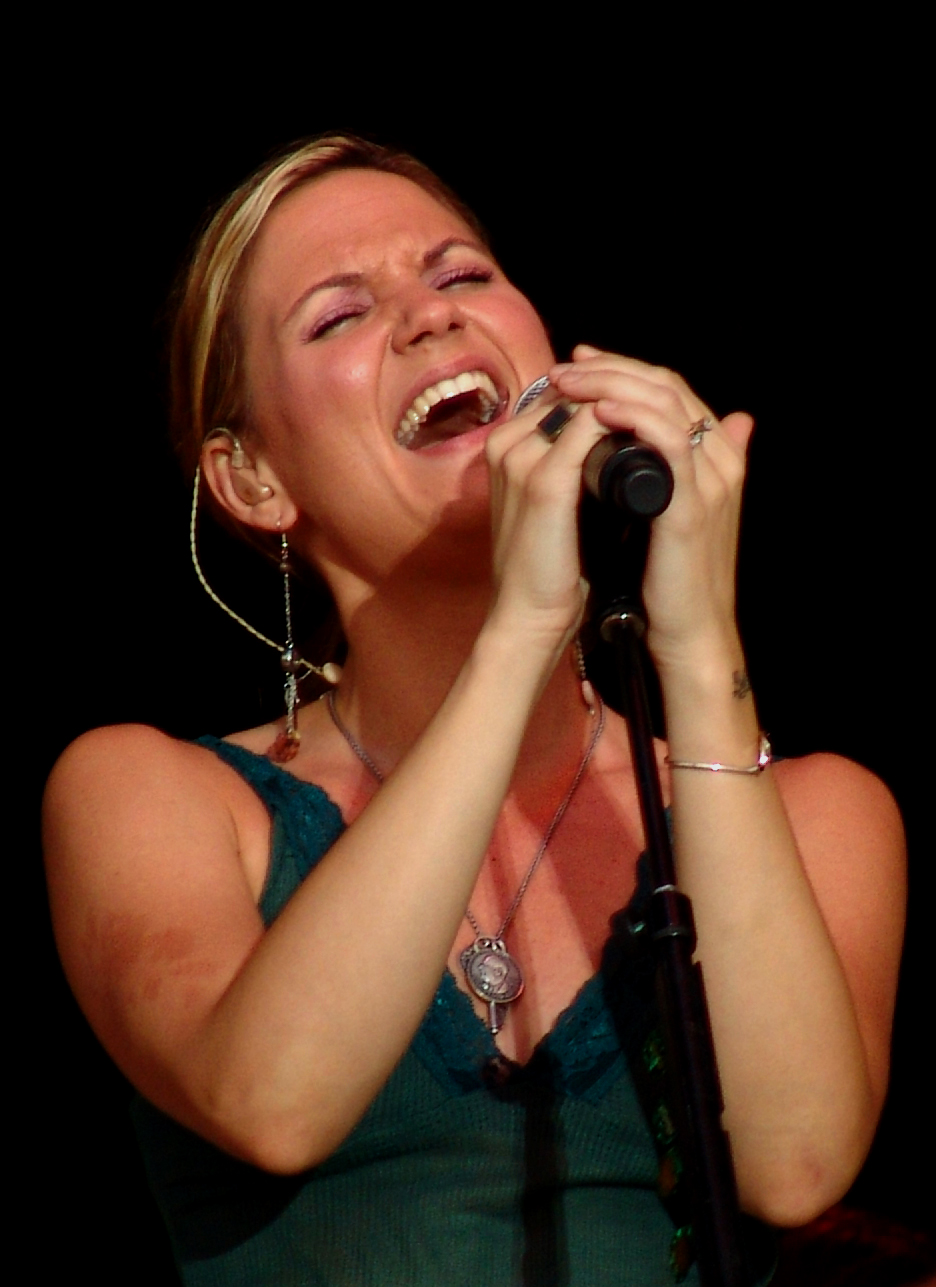
Jennifer Nettles 2006 in Indiana

Jennifer Nettles (* 12. September 1974 in Douglas, Georgia) ist eine US-amerikanische Country-Pop-Sängerin und Schauspielerin. Bekannt wurde sie als eine Hälfte des Countryduos Sugarland.

## Karriere
Schon mit vier Jahren begann Jennifer Nettles zu singen. Im Teenageralter war sie in verschiedenen Bands, deren Repertoire von Gospel bis Grunge reichte. Nach der Schule begann sie eine ernsthafte Musikkarriere und bildete mit Cory Jones das Duo Soul Miner’s Daughter. Gemeinsam nahmen sie in der zweiten Hälfte der 1990er zwei Alben auf und waren auch bei größeren Festivals wie der Lilith Fair vertreten.
Nach der Trennung suchte sie sich Begleitmusiker und war von 2000 bis 2003 mit der Jennifer Nettles Band aktiv. Mit eigenen Aufnahmen war sie auch in den Radiostationen erfolgreich und wurde als Independent Artist of the Year ausgezeichnet.
2003 schloss sie sich mit Kristen Hall und Kristian Bush zusammen und gründete die Band Sugarland. Nach dem ersten Album verließ Hall die Band und sie machte erfolgreich mit Bush als Duo weiter. Noch vor dem zweiten Album nahm sie zusammen mit Jon Bon Jovi das Duett Who Says You Can’t Go Home auf. Das Lied wurde ein Nummer-eins-Hit in den Countrycharts und brachte ihr ihren ersten Grammy für das beste Country-Duett. Ihr zweiter großer persönlicher Erfolg kam nur ein Jahr später mit dem Millionenseller Stay, den sie für Sugarland geschrieben hatte. Neben einem Grammy für den besten Countrysong bekam sie auch einen ACM und einen CMA Award für den Song des Jahres.
Es folgte eine erfolgreiche Zeit mit Sugarland mit drei Nummer-eins-Alben und weiteren Auszeichnungen. Bis 2011 hielt der Erfolg an, dann nahm Nettles eine Babypause und die Band wurde auf Eis gelegt.
Statt einer Fortsetzung begann sie 2013 eine Solokarriere und machte Aufnahmen für ein Soloalbum. That Girl wurde im Januar 2014 veröffentlicht, es erreichte Platz 1 der Countrycharts und Platz 5 der offiziellen Albumcharts. Im Jahr darauf gab sie ihr Broadway-Debüt in der Hauptrolle der Roxie Hart im Musical Chicago. Außerdem trat sie in einer Filmbiografie von Dolly Parton auf. Ein Jahr später hatte sie ihr Plattenlabel gewechselt und veröffentlichte dort ihr zweites Soloalbum Playing with Fire, das aber nicht ganz so erfolgreich war wie der Vorgänger. Ende 2016 veröffentlichte sie ein Album mit Weihnachtsliedern mit dem Titel To Celebrate Christmas.
In der neunten Staffel der US-amerikanischen Version von The Masked Singer hatte Nettles einen Gastauftritt. Sie fungierte in der fünften Folge als Gastmitglied im Rateteam.

## Diskografie
siehe auch Sugarland

### Alben
| Jahr | Titel                  | Höchstplatzierung, Gesamtwochen, AuszeichnungChartplatzierungen (Jahr, Titel, Platzierungen, Wochen, Auszeichnungen, Anmerkungen) | Höchstplatzierung, Gesamtwochen, AuszeichnungChartplatzierungen (Jahr, Titel, Platzierungen, Wochen, Auszeichnungen, Anmerkungen) | Anmerkungen     |
| Jahr | Titel                  | US | Country | Anmerkungen     |
| ---- | ---------------------- | --- | --- | --------------- |
| 2014 | That Girl              | US5 (13 Wo.)US | Country1 (35 Wo.)Country |                 |
| 2016 | Playing with Fire      | US10 (7 Wo.)US | Country2 (21 Wo.)Country |                 |
| 2016 | To Celebrate Christmas | US66 (6 Wo.)US | Country13 (9 Wo.)Country | Weihnachtsalbum |

Alben mit Soul Miner’s Daughter
- The Sacred and Profane (1996)
- Hallelujah (1998)

Alben mit der Jennifer Nettles Band
- Story of Your Bones (2000)
- Gravity: Drag Me Down (2002)
- Rewind (2002)

### Singles
| Jahr | Titel Album                                           | Höchstplatzierung, Gesamtwochen, AuszeichnungChartsChartplatzierungen (Jahr, Titel, Album, Platzierungen, Wochen, Auszeichnungen, Anmerkungen) | Anmerkungen                                                                                              |
| Jahr | Titel Album                                           | Country | Anmerkungen                                                                                              |
| ---- | ----------------------------------------------------- | --- | --- |
| 2005 | Who Says You Can’t Go Home Have a Nice Day (Bon Jovi) | Country1 (27 Wo.)Country | Bon Jovi Duet with Jennifer Nettles Autoren: Jon Bon Jovi, Richie Sambora Grammy (Country Collaboration) |
| 2014 | That Girl                                             | Country49 (10 Wo.)Country | Autoren: J. Nettles, B. G. Walker                                                                        |
| 2016 | Unlove You Playing with Fire                          | Country24 (28 Wo.)Country | Autoren: J. Nettles, B. Clark                                                                            |
| 2017 | O Holy Night To Celebrate Christmas                   | Country46 (1 Wo.)Country | |

## Auszeichnungen
Grammy Awards
- 2007: Best Country Collaboration with Vocals für Who Says You Can’t Go Home (mit Bon Jovi)
- 2009: Best Country Song für Stay (mit Sugarland; Autorin)

ACM Awards
- 2007: Song of the Year für Stay (mit Sugarland)
- 2008: Crystal Milestone Award

CMA Awards
- 2008: Song of the Year für Stay (mit Sugarland)